# Digitivalva
Digitivalva é um gênero de mariposa pertencente à família Acrolepiidae.